# Hajj

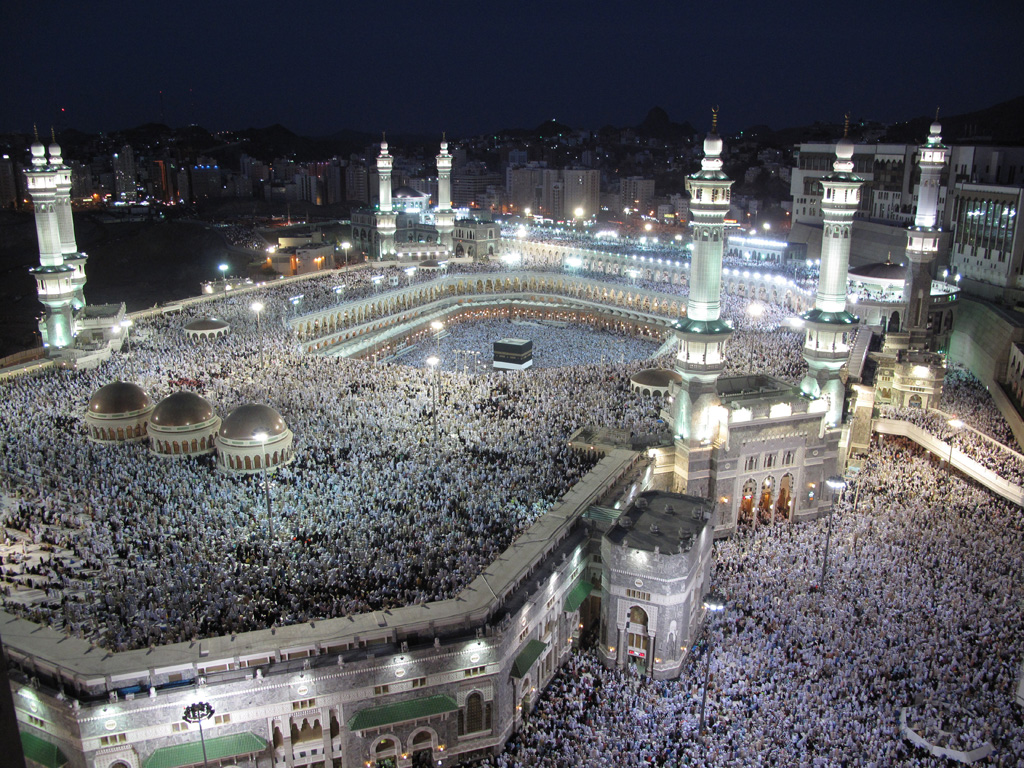
Hajj

Pelerinajul este cel de-al cincilea stâlp al islamului. Rugăciunea este îndeplinită (sau nu) de cinci ori pe zi, se face milostenie, iar Ramadanul se ține o dată pe an. Pelerinajul, însă se face numai o dată în viață, iar asta numai dacă este posibil.  
Pelerinajul principal, ḥāǧǧ, în română știut și drept hagialîc, diferă de conceptul creștin de pelerinaj. Pentru cei mai mulți dintre creștini, călătoria este la fel de importantă sau chiar mai importantă decât sosirea la locurile sfinte, în timp ce pentru musulmani, nu contează atât de mult cum ajunge un pelerin la Mecca, ci ceea ce face acolo - în special la Kaaba, „casa lui Dumnezeu” - și apoi în împrejurimile orașului Mecca timp de câteva zile. Este prevăzută o serie de ritualuri minuțioase. Majoritatea par să dateze dinainte de islam și să fi fost preluate de Mahomed. În același timp, multe dintre ele nu au un echivalent în afara islamului.

## Ritualuri de pelerinaj
Pelerinul (ḥāǧǧ) intră în perimetrul sacru în stare de sacralitate (muḥrim) îmbrăcat în două bucăți de pânză, fără cusături. (Hitti 87) Spre deosebire de bărbați, femeile pot, mai mult sau mai puțin, să se îmbrace cum doresc. În ceea ce privește bărbații însă, pe lângă elementele vestimentare obligatorii, nici pantofii nu trebuie să fie cusuți.
Pelerinul face șapte tururi în jurul Kaabei (ṭawāf), în sens contrar acelor de ceasornic, și șapte curse (sa'y) între colinele al-Ṣafa și Marwa. (Hitti 87) La sfarsitul ocolului, pelerinul, daca poate, ajunge la piatra neagra (Hajar-ul el-Aswad), pe care trebuie sa o sarute .    
Pelerinajul propriu-zis începe odată cu călătoria pelerinilor spre 'Arafa, care durează din a șaptea zi a lunii ḏu-al-Ḥiǧǧa până în ziua a opta. Opririle (wuqūf) au loc la sanctuarele din 'Arafa, al-Muzdalifa și Mina. Cât timp este muḥrim, pelerinul trebuie să respecte o serie de interdicții impuse, alături de post, și în Ramadan, precum cele privind relațiile sexuale, vărsarea de sânge, vânătoarea și ruperea plantelor. Postul, în schimb, nu este necesar.
De asemenea, pelerinii nu au voie să lase să cadă nici măcar un fragment de unghie sau un fir de păr.
Începând cu ziua a noua a lunii ḏu-al-Ḥiǧǧa se intră în cea de-a doua perioadă a pelerinajului. Această etapă se desfășoară la 13 mile depărtare de Mecca, pe Câmpia 'Arafat. Aici, pelerinii petrec o după-amiază în mijlocul unei mulțimi vaste, în rugăciune și meditație, așa cum israeliții l-au așteptat cândva pe Moise la poalele Muntelui Sinai. Ziua următoare, la Mina, pelerinii aruncă mai întâi pietricele în niște stâlpi de piatră, apoi sacrifică un animal, de obicei oaie sau cămilă,o mare parte din carne fiind împărțită săracilor. Ceremonia are loc în ziua în care în întreaga lume musulmană se sărbătorește 'Īd al-Aḍḥa (Sărbătoarea Sacrificiului). 
După ce se întorc de la Mina la Mecca, pentru un ocol final al Kaaba, ḥāǧǧ-ul este complet. După ce se rade pe cap și renunță la îmbrăcămintea rituală (iḥrām), musulmanul iese din starea de sacralitate (iḥlāl). 
Deși nu face parte din ritual, pelerinii vor profita de ocazie pentru a merge în nord, la Medina, unde petrec cam o săptămână în orașul Profetului, săvârșind o rugăciune în moscheea construită în jurul mormântului Profetului. Însă unii pelerini aleg să meargă la Medina înainte de a ajunge la Mecca.
Totuși, mulți musulmani nu reușesc să meargă niciodată în hagialîc (ḥāǧǧ), ei marcând în schimb momentul de la distanță, deoarece ziua în care pelerinii se adună pe Câmpia 'Arafat este începutul unei lungi sărbători publice în întreaga lume musulmană, încheiată, așa cum am mai spus, cu Sărbătoarea Sacrificiului.

## Semnificații
S-au făcut multe încercări de a explica semnificația acestor ritualuri variate, despre care musulmanii consideră că au fost inițiate de Ibrahim (Avraam). Sacrificarea oii la Mina comemorează sacrificiul alternativ permis lui Avraam de către Dumnezeu în locul sacrificării propriului fiu. Aruncarea pietrelor în stâlpi reprezintă lepădarea de Satana și lapidarea lui.
La întoarcerea acasă la viața lor obișnuită, elementul religios al vieții rămâne în prim-plan, mult mai real decât realitățile vieții de zi cu zi. O fotografie a Kaabei amintește totdeauna pelerinului de intensitatea experienței ḥāǧǧ-ului.

## Dificultăți și dispensări
Cheltuielile pe care le implică pelerinajul sunt mari, chiar dacă nu ating nivelul la care se ajungea înainte ca transportul aerian să devină accesibil. El continuă să fie extenuant și primejdios, deși mai puțin decât era înainte. Doar musulmanii care dispun de mijloacele financiare necesare și care pot face pelerinajul fără a risca să creeze greutăți vreunuia dintre cei care depind de ei sunt obligați să meargă în ḥāǧǧ. În practică, aceasta include de obicei oameni mai în vârstă, ai căror copii pot să aibă grijă singuri de ei și tinerii care au bani și nu depind de nimeni.

## Scurt istoric
Pelerinajul la locurile sacre este un vechi obicei semit, amintit și în Vechiul Testament (Ieșirea 23:14, 17; 34:23-24; I Regi 1:3). Este probabil ca inițial, pelerinajul să fi avut loc în cadrul cultului solar, la echinocțiul de toamnă. În perioada preislamică, târgurile anuale din Arabia de Nord erau urmate de un pelerinaj la Kaaba și 'Arafa în luna ḏu-al-Ḥiǧǧa. În anul 7 după Hegirā, Mahomed adoptă și islamizează vechile rituri de pelerinaj. Pentru islam, aceasta este cea mai importantă moștenire din perioada Ğāhīliyei, a civilizației arabe preislamice.
Odată cu răspândirea islamului în Africa, grupuri tot mai mari din Africa Centrală, Senegal, Liberia, Nigeria, porneau în pelerinaj, pe jos sau pe cămile. Majoritatea erau bărbați, dar printre ei se aflau și femei și copii. Mulți mureau pe drum și deveneau martiri. Supraviețuitorii ajungeau în cele din urmă la un port din vestul Mării Roșii, unde se îmbarcau pe vapoare. Principalele caravane veneau din Yemen, Irak, Siria și Egipt.
Înainte de inventarea vaporului cu abur, numărul pelerinilor abia atingea 50.000, iar după aceea și pînă la apariția avioanelor, care au scurtat și ieftinit considerabil călătoria, abia dacă se adunau un sfert de milion de oameni. Astăzi, pelerinajul la Mecca declanșează cea mai mare deplasare anuală de populație de pe glob, unica de acest fel.
De-a lungul secolelor, pelerinajul a continuat să fie un factor important de legătură între musulmanii de pretutindeni. Datorită pelerinajului orice credincios apt fizic călătorește o dată în viață. Este prilejul ca oameni de culoare, berberi, chinezi, persani, sirieni, turci, arabi - bogați și săraci - să fraternizeze, să se întâlnească pe teritoriul credinței comune. De asemenea, întâlnirile din timpul pelerinajului au oferit un bun prilej pentru răspândirea unor idei sectare în rândul unor persoane venite din zone izolate, fără mijloace moderne de comunicare și unde presa este aproape inexistentă.

## Umra sau micul pelerinaj
În afară de ḥāǧǧ, musulmanii mai fac un pelerinaj mai mic, denumit umra  sau micul pelerinaj. Nu este obligatoriu și poate fi făcut în orice moment pe parcursul anului. Acesta constă în vizitarea orașului Mecca și împlinirea ritualurilor de pelerinaj în și în jurul Kaaba. Nu are loc o adunare pe Câmpia 'Arafat  și nu sunt aruncate pietricele.

## Ziyāra
Musulmanii șiiți fac un pelerinaj denumit ziyāra (vizită) la mormintele descendenților Profetului și, în special, la mormintele imamilor. Este un tip de pelerinaj care poate fi făcut oricând și este mult mai puțin sistematizat decât ḥāǧǧ-ul sau 'umra, deși există cărți despre cum trebuie procedat. Printre cele mai des vizitate morminte este Mormântul lui Hussein de la Karbala, în Irak, apoi mormântul lui Ali de la Najaf, în Irak. Lor li se alătură alte morminte aflate la Medina și Damasc. Unii șiiți consideră că numărul celor care fac ziyāra în fiecare an este mai mare decât al celor care împlinesc ḥāǧǧ-ul. Ziyāra la mormintele imamilor nu are nicio semnificație pentru musulmanii sunniți.  
Termenul de „ziyāra” este utilizat de sunniți pentru a desemna vizita la orice mormânt important, de exemplu un însoțitor sau o rudă a Profetului. Ele pot fi scurte și lipsite de solemnitate. În Arabia Saudită sunt interzise cu desăvârșire și, pentru a preveni practicarea lor, au fost distruse multe morminte. 
'Umra și ziyāra șiite sunt făcute în special de cei credincioși și constituie experiențe mai puțin remarcabile decât ḥāǧǧ-ul, funcționând ca un fel de înnoire spirituală.